# Paul Mariner
Paul Mariner (Bolton, Inglaterra, 22 de mayo de 1953-9 de julio de 2021) fue un futbolista y entrenador británico, que jugaba de delantero y militó en diversos clubes de Inglaterra, Australia y Estados Unidos
Mariner falleció el 9 de julio de 2021 debido a un cáncer cerebral

## Selección nacional

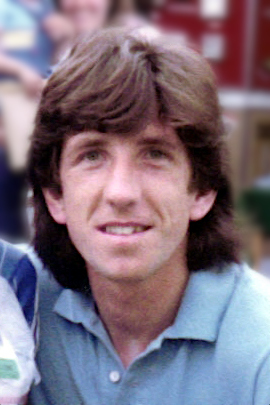
Mariner durante su estadía como jugador del Ipswich Town

Con la Selección de Inglaterra, disputó 35 partidos internacionales y anotó solo 13 goles. También, participó con la selección inglesa en una Copa Mundial, la edición de España 1982, donde anotó un gol en la victoria por 3-1 ante la Francia de Michel Platini en Bilbao. Posteriormente, su selección quedó eliminada (precisamente, en la segunda fase).

### Participaciones en Copas del Mundo
| Mundial              | Sede   | Resultado    |
| -------------------- | ------ | ------------ |
| Copa Mundial de 1982 | España | Segunda Fase |

## Clubes
| Club                         | País           | Año       |
| ---------------------------- | -------------- | --------- |
| Chorley                      | Inglaterra     | 1971-1973 |
| Plymouth Argyle              | Inglaterra     | 1973-1976 |
| Ipswich Town                 | Inglaterra     | 1976-1984 |
| Arsenal                      | Inglaterra     | 1984-1986 |
| Portsmouth                   | Inglaterra     | 1986-1988 |
| Wollongong City              | Australia      | 1988      |
| Albany Capitals              | Estados Unidos | 1989-1992 |
| San Francisco Bay Blackhawks | Estados Unidos | 1992-1993 |

## Palmarés

### Como jugador

#### Torneos nacionales
| Título | Club         | País       | Año     |
| ------ | ------------ | ---------- | ------- |
| FA Cup | Ipswich Town | Inglaterra | 1977-78 |

#### Torneos internacionales
| Título                 | Club         | Sede      | Año     |
| ---------------------- | ------------ | --------- | ------- |
| Liga Europa de la UEFA | Ipswich Town | Ámsterdam | 1980-81 |

#### Otros logros
| Logro                         | Club            | País       | Año     |
| ----------------------------- | --------------- | ---------- | ------- |
| Ascenso a la Segunda División | Plymouth Argyle | Inglaterra | 1974-75 |